# معجزه (فیلم ۲۰۱۵)
معجزه (ترکی استانبولی: Mucize) فیلمی ترکیه ای است در سبک درام به کارگردانی ماهسون قرمزی‌گل که در سال ۲۰۱۵ منتشر شد.

## خلاصه داستان
داستان در مورد معلمی است که مجبور به ترک همسر و دو دختر خود برای تدریس در یک روستای کوهستانی و به دور از امکانات می‌شود. موضوع داستان حول معلم، کودکان روستا و یک فرد معلول از اهالی روستا می‌باشد که همکاری آنها منتهی به یک سری اتفاقات در روستا می‌شود.

## بازیگران
- ماهسون قرمزی‌گل (Bozat)
- طلعت بولوت (Muallim Mahir)
- علی سورملی (Hayder)
- آدم آتباس (Fehmi)
- بشرا پکین (Gule)
- جزمی باسکین (Isa)